# Gangster. Die Bosse von Chicago

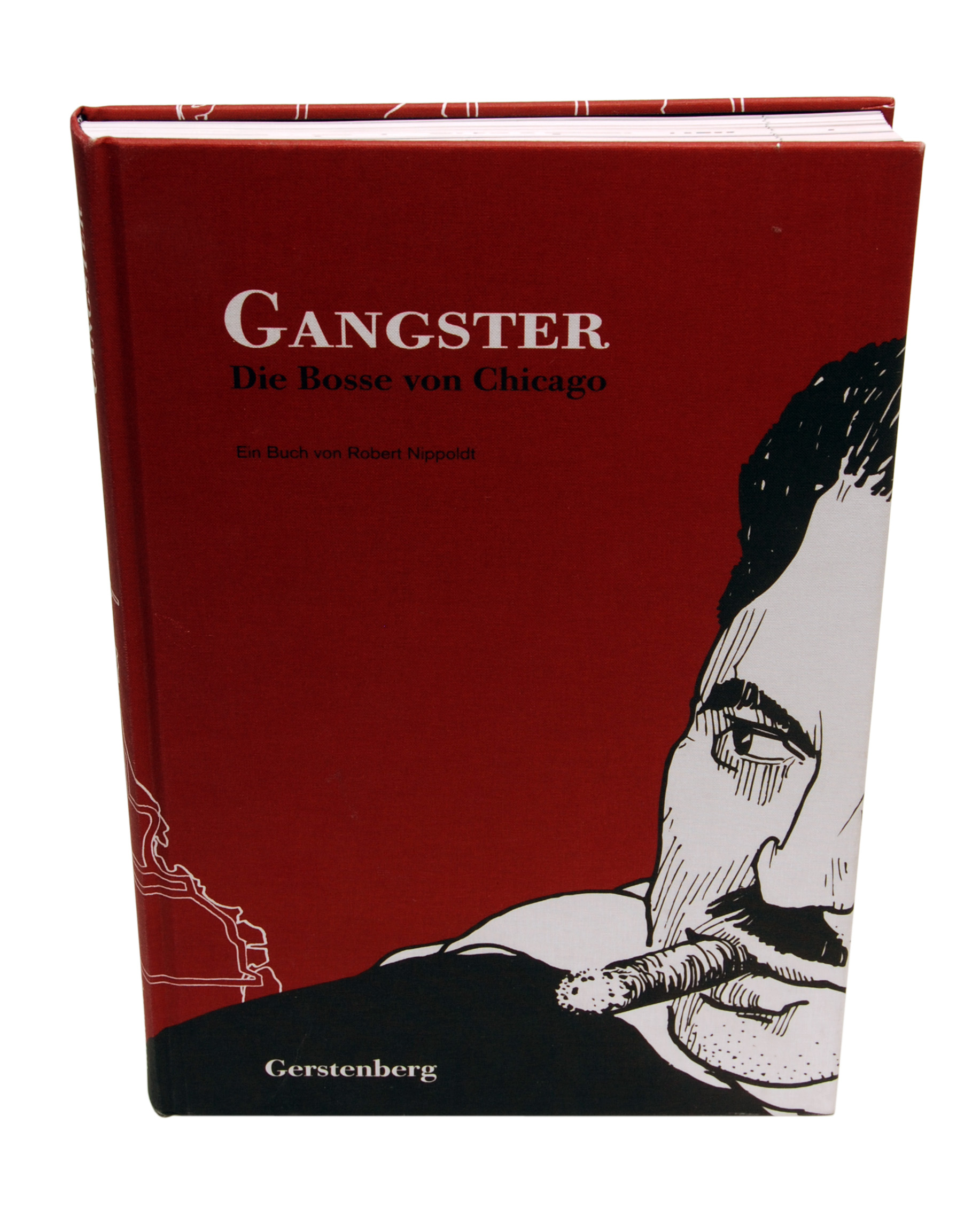
Gangster. Die Bosse von Chicago

Gangster. Die Bosse von Chicago ist ein Buch von Illustrator und Buchkünstler Robert Nippoldt. Es wurde 2005 beim Gerstenberg Verlag veröffentlicht. Im selben Jahr erschien es in französischer Übersetzung bei La Joie de Lire. Das Buch gewann verschiedene Designpreise; 2005 wurde es vom Deutschen Designer Club ausgezeichnet, 2006 erhielt es den Red Dot Design Award.

## Inhalt
Auf 144 Seiten stellt der Autor bedeutende Gangsterbosse vor und legt deren Bedeutung für das Verbrechermilieu Chicagos in den 1920er Jahren dar. Die biografischen Porträts sind eingebettet in historische und kulturelle Fakten. Jeder Gangster ist mit persönlichem Steckbrief ausgestattet, der Angaben zu seinen Verbrechen, Gefängnisjahren und der Anzahl seiner Morde enthält. Folgende Gangster werden im Buch vorgestellt: Jim Colosimo, John Torrio, Dion O’Banion, Hymie Weiss, Vincent Drucci, George Moran, Frederick Burke, Frank Gusenberg, Jack Zuta, Alfred Jake Lingle, das Duo Terry Druggan & Frankie Lake, William O’Donnell, Frank McEarlane, Joe Saltis, Claude Maddox, Daniel Stanton, die Genna-Familie, Salvatore Amatuna, Joseph Aiello, Frank Yale, Albert Anselmi, John Scalise, Frank Rio, Jack McGurn, Frank Nitti, Jake Guzik, Ralph Capone, Anthony Lombardo und Alphonse Capone. Die Illustrationen zeigen neben den porträtierten Verbrechern auch Infografiken (z. B. über die Aufteilung der Gangsterreviere in Chicago, die Hierarchieverhältnisse oder die Bedeutung der Prohibition für die Unterwelt) sowie bedeutende Ereignisse, wie das Valentinstag-Massaker 1929.

## Buchausgaben
Deutsche Ausgabe
- Robert Nippoldt: Gangster. Die Bosse von Chicago. Gerstenberg Verlag, Hildesheim 2005, ISBN 978-3-8067-2941-2.

Französische Ausgabe
- Robert Nippoldt: Gangsters de Chicago. La Joie de Lire, Genf 2005, ISBN 978-2-88258-334-5.

## Auszeichnungen
- red dot design award 2006, Essen
- Deutscher Designer Club Auszeichnung, 2005, Frankfurt
- Stiftung Buchkunst, Shortlist, 2005, Frankfurt

## Pressestimmen
- Ein wunderbares Panorama des Gangstermilieus der 20er Jahre ... so schön und so blutig war lange kein Buch mehr. – Dr. Paul Kersten NDR Kulturjournal[1]
- Liebevoll wie ein Schmetterlingssammler hat Robert Nippoldt die Biografien von 33 Schurken zusammengetragen. – Stern, Hamburg[2]
- Sagenumwoben und vielfache Filmfigur, weiß aber doch wohl kaum jemand, welche Fakten hinter dem Aufstieg und Fall des bekanntesten Gangsters seiner Zeit, Al Capone, stehen. Robert Nippold legt nun ein Buch vor, das es nicht nur den Ästheten unter den Krimilesern leicht macht, sich Basiswissen anzueignen. – Anne Göhring / Olaf Selg, Titel-Kulturmagazin, Würzburg[3]
- Mit wenigen Strichen lässt Robert Nippoldt die Welt der Gangster wieder aufleben. Dabei präsentiert er Persönlichkeiten um den harten Kern von Al Capone, Typen vom Gentleman bis zum Zuhälter. – ZDF Aspekte, Mainz[4]
- Ein wunderbar illustrierter Streifzug durch das Ganovenmillieu der 20er Jahre. – Focus, München
- Ein grandioser Prachtband mit zahlreichen, künstlerisch ansprechenden, teils farbigen Zeichnungen und vielen weiteren, liebevoll ausgesuchten Details rund um die 33 „Bosse von Chicago“ in den wilden Zwanzigern. – Wolfgang Haan, Hören und Lesen, Herzogenrath[5]
- Ein originelles Buch, tolle Recherchen, ein Vergnügen zu lesen – Glückwunsch! – 3Sat Bookmark, Helmut Markwort, Mainz
- Ein Buch wie wir es lieben – spannender Inhalt, traumhafte Illustrationen, klares und doch frisches Layout. – Novum, Designmagazin, München